# Fidel Valdez Ramos
Fidel Valdez Ramos (Lingayen, 18 de março de 1928 – Manila, 31 de julho de 2022) foi um militar, engenheiro civil e político filipino. Foi presidente de seu país entre 1992 e 1998.
Oficial de carreira do exército filipino, lutou como segundo-tenente na Guerra da Coreia em 1952, e foi chefe do estado maior filipino no Vietnã (1966-1968).
Foi nomeado em 1981 Chefe de Estado-Maior adjunto das Forças Armadas e mais tarde Chefe de Estado Maior em 1986.
Quando Corazón Aquino desafiou a "vitória" de Ferdinand Marcos nas eleições presidenciais de 1986, Fidel Ramos prestou ajuda fundamental para o êxito da derrubada de Marcos.
Durante a administração de Aquino (1988-1992)  exerceu o cargo de Ministro da Defesa,  sustentando-o sucessivamente diante de várias tentativas de golpe de estado.
Em 1992 assumiu a presidência das Filipinas, sucedendo a Corazón Aquino e convertendo-se no duodécimo presidente de seu país.
Ramos morreu em 31 de julho de 2022, aos 94 anos de idade, em Manila.